# Cerkiew Świętej Trójcy w Wojskiej
Cerkiew Świętej Trójcy – prawosławna cerkiew parafialna w Wojskiej na Białorusi, w dekanacie kamienieckim eparchii brzeskiej i kobryńskiej Egzarchatu Białoruskiego Patriarchatu Moskiewskiego. Świątynia jest położona w północno-wschodniej części wsi.

## Historia
Świątynię zbudowano w latach 1751–1775 jako unicką.

## Architektura
Świątynia została zbudowana w stylu regionalnym z elementami baroku. Dach jest dwuspadowy, na którym osadzona została cebulasta kopuła zwieńczona krzyżem. W tylnej części mieści się apsyda w kształcie trapezu z trójspadowym dachem. Całość została pomalowana na niebiesko a dach został wykonany z szarej blachy.

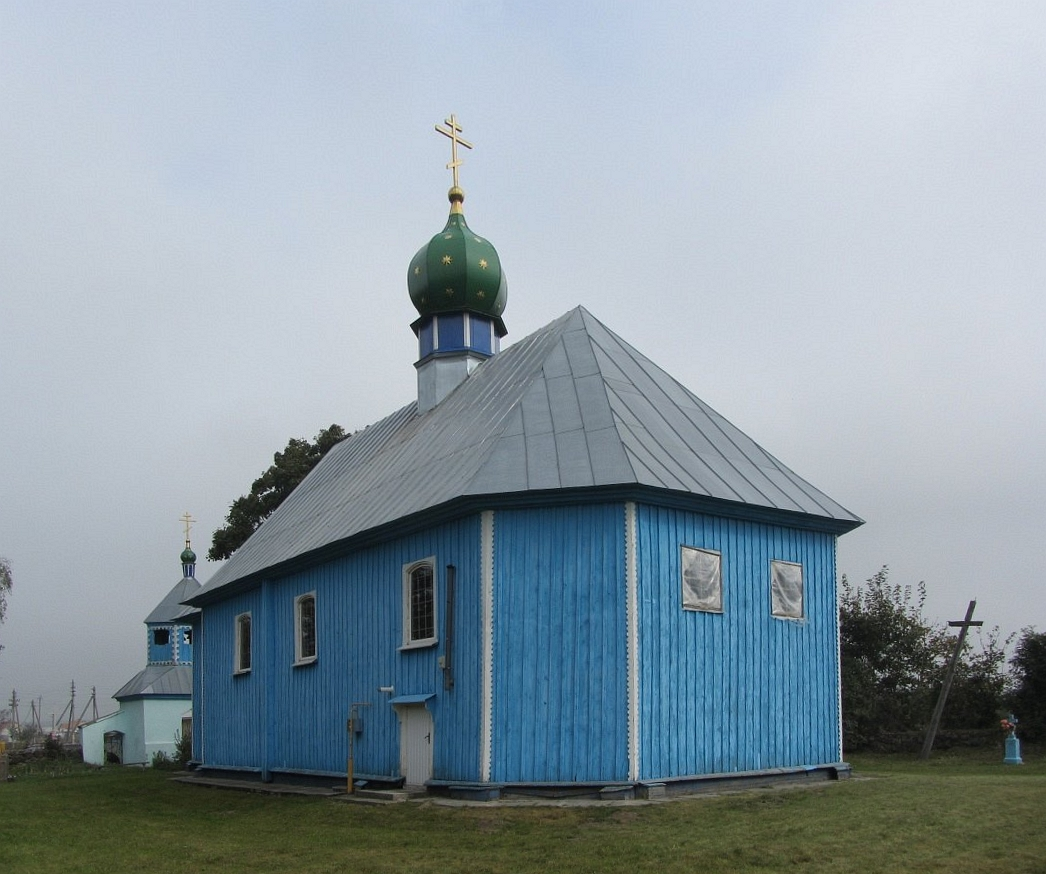
Widok na apsydę

## Wnętrze
We wnętrzu mieści się wykonany z drewna, biały z pozłacanymi elementami ikonostas. W świątyni zachowała się ikona z przełomu XVIII/XIX w. Ukrzyżowanie.

## Dzwonnica
Dzwonnica znajduje się przed wejściem na teren świątynny i pełni rolę również bramy. Górna część (ośmiokątna) została wykonana z drewna pomalowanego na niebiesko, z dachem zwieńczonym kopułką. Dolna część wybudowana z białej cegły.